# Tercera misión militar francesa en Japón

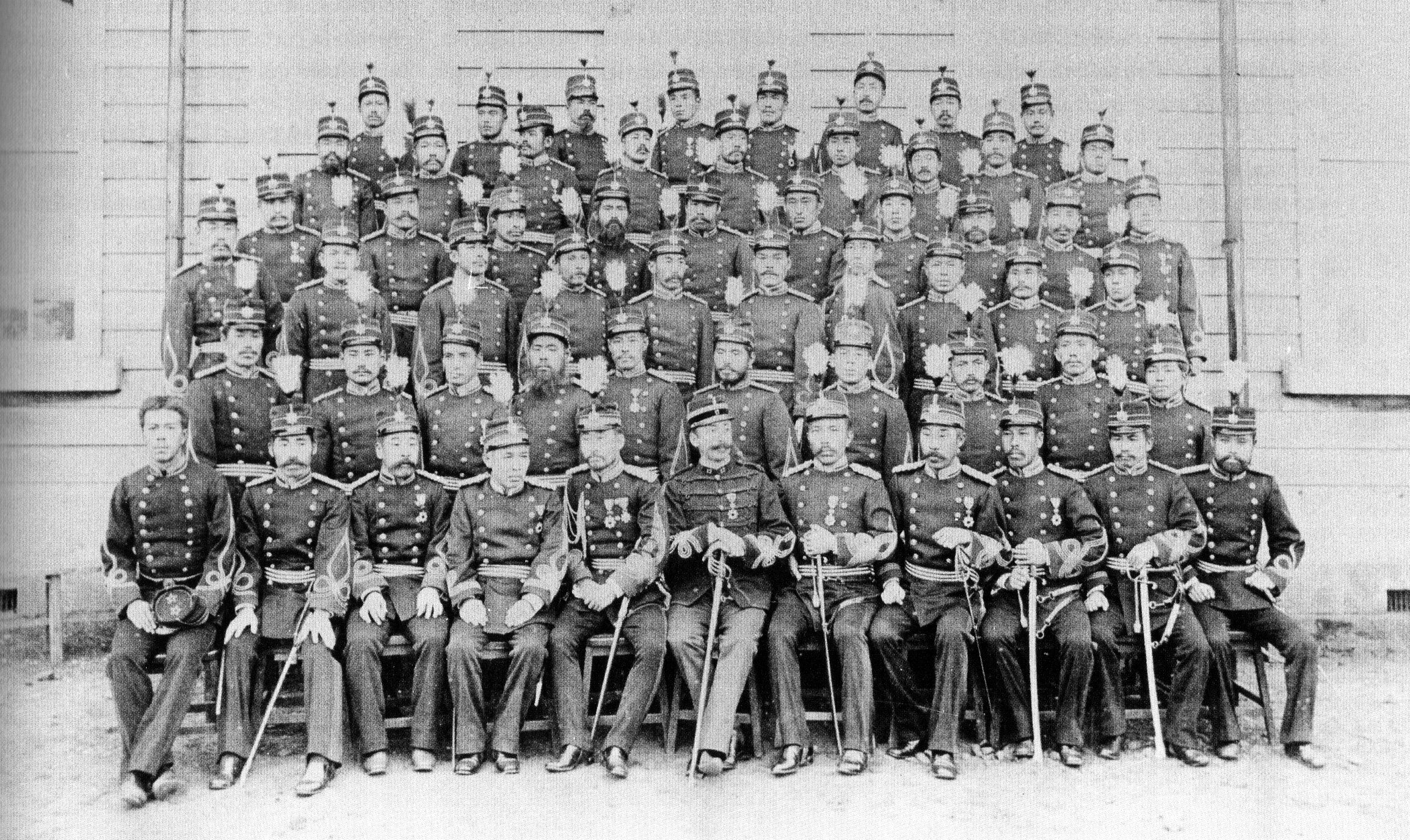
Capitán Étienne de Villaret (primera fila, centro), de la Tercera Misión Militar Francesa en Japón, con sus alumnos de oficiales de la Academia Militar de Ichigaya.

El Tercera Misión Militar Francesa en Japón de 1884 fue la tercera misión militar francesa en ese país y consistió en cinco hombres.
Siguió a dos misiones anteriores, la primera misión militar francesa en Japón (1867-1868), y la segunda misión militar francesa en Japón (1872-1880), que tuvo un papel considerable en la formación del nuevo Ejército Imperial Japonés.
A partir de 1886 hasta 1889, Japón se dirigió poco a poco hacia Alemania como ejemplo militar, e invitó a dos oficiales alemanes (especialmente a Jakob Meckel) en paralelo a la misión francesa, que estaban a cargo de la reforma del Estado Mayor General japonés.
En cambio, Francia ganaría una influencia considerable en la Armada Imperial Japonesa, con el envío del ingeniero Louis-Émile Bertin.